# Schizachyrium nodulosum
Schizachyrium nodulosum är en gräsart som först beskrevs av Eduard Hackel, och fick sitt nu gällande namn av Otto Stapf. Schizachyrium nodulosum ingår i släktet Schizachyrium och familjen gräs. Inga underarter finns listade i Catalogue of Life.